# Коллаборативный робот
Коллаборативный робот (кобот) — это автоматическое устройство, которое может работать совместно с человеком для создания или производства различных продуктов. Как и промышленные роботы (см. Промышленный робот), коботы состоят из манипулятора и перепрограммируемого устройства управления, которое формирует управляющие воздействия, задающие требуемые движения исполнительных органов манипулятора.
Коллаборативные роботы применяются на производстве в решении задач, которые нельзя полностью автоматизировать.

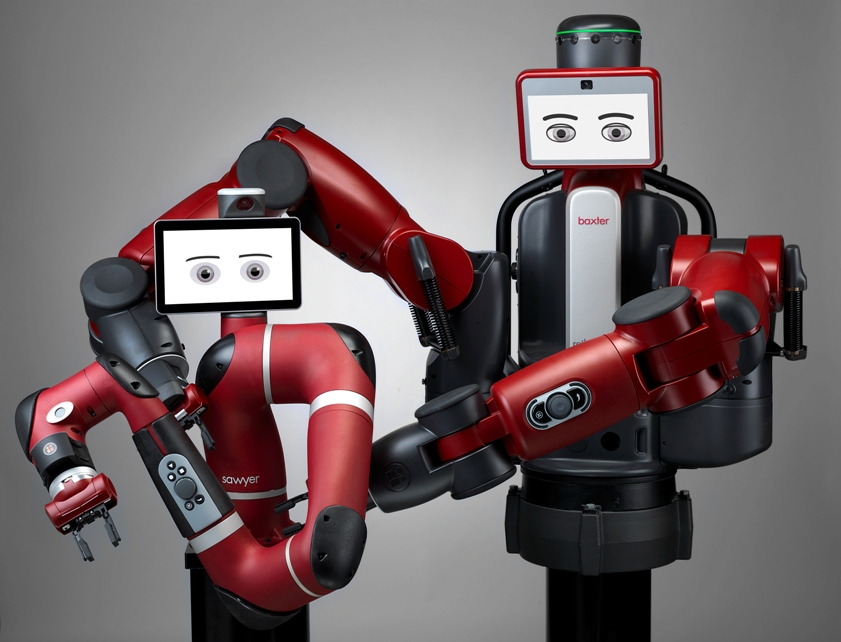
Коллаборативные роботы Sawyer и Baxter от Rethink Robotics

## История
В мае 1995 года Северо-Западный университет и корпорация General Motors объявили о работе над тем, что они назвали «Intelligent Assist Devices» (IADs) – «интеллектуальные устройства-ассистенты». Необходимость такого устройства была вызвана тем, что на этапе конечной сборки автомобиля было много трудоемких процедур: выявление дефектных деталей, сборка узлов из различающихся деталей и другое. Автоматизировать их было невозможно, но коллаборативное устройство могло облегчить труд людей. Первые разработки не были автономными и приводились в движение мускульной силой рабочих.
В 1999 году Эд Колгейт и Майкл Пэшкин, инженеры Северо-Западного университета, изобрели первого кобота. С 1996 года также существует компания Cobotics, сооснователем которой является Эд Колгейт.
Cobotics выпустил несколько моделей коботов в 2002 году (компания по-прежнему использовала для них термин «IADs»). Спустя два года KUKA, крупная робототехническая компания из Германии, выпустила своего первого кобота LBR 3. Настоящим прорывом в истории коллаборативных роботов стали разработки датской компании Universal Robots. Именно она в 2008 году выпустила коллаборативного робота в его современном виде: как автономное устройство, способное взаимодействовать с человеком.
Сегодня, спустя 10 лет после разработки первого автономного кобота, рынок коллаборативной робототехники увеличивается на 50% ежегодно.

## Сравнение с промышленными роботами
Промышленные роботы запрограммированы выполнять определенные операции без учета работающих рядом с ними людей. Поэтому на производстве они могут угрожать жизни и здоровью человека. Известны случаи гибели людей из-за промышленных роботов. Поэтому их устанавливают в специально отведенных местах, окрашивают в яркие цвета и монтируют ограждения в зоне действия робота, чтобы не подвергать опасности людей. При любом физическом взаимодействии человека с промышленным роботом механизм необходимо предварительно отключить.
Коллаборативные роботы оснащены датчиками, которые контролируют положение человека и не допускают причинение ему вреда. Некоторые модели можно устанавливать непосредственно на рабочих местах. Как правило, управление и программирование у коботов на порядок проще, чем у промышленных роботов, и включает в том числе элементы ручного управления. Также эти роботы дешевле и не требуют дополнительных производственных площадей.
Большинство коллаборативных роботов имеют небольшие размеры (вес – 15–20 кг, высота – около 1,5 м). Промышленные роботы крупнее. Так, у KUKA есть только одна линейка компактных роботов весом около 50 кг; модели других серий весят от 100 до 4600 кг.

## Производители
Hanwha В марте 2017 года Hanwha Robotics выпустила первого коллаборативного робота — HCR-5. Вскоре после этого в линейку коботов были добавлены HCR-3 и HCR-12. Hanwha Robotics в настоящее время активно продвигает свою продукцию в Китае, Юго-Восточной Азии, Европе, Америке и России. Сегодня Hanwha Techwin — компания с 1950 сотрудниками, включая около 550 человек, занятых исследованиями и разработками, 680 рабочими на предприятиях и 540 специалистами по продажам и маркетингу.
Universal Robots продолжает разрабатывать и выпускать коллаборативных роботов. К 2016 году компания выпустила их более 8400 штук для малых и средних предприятий в 55 странах.
Производством коботов сегодня занимаются такие крупные компании, как ABB, Кuka, Fanuc, Yaskawa, а также молодые проекты: Kinova, Rethink Robotics, Franka Emika, Rozum Robotics.
Techman Robot — является дочерней компанией Quanta Computer Inc., крупнейшей в мире компании-производителя ноутбуков. У роботов TM Robot есть интеллектуальная встроенная визуальная система, которая занимает свое место на современном мировом рынке. Компания проводит эффективный производственный процесс от исследования продукта, разработки и производства. Techman Robot известны своей высококачественной репутацией «Сделано на Тайване». TM Robot стала вторым по величине брендом коллаборативных роботов в мире всего за три года с момента своего основания в 2016 году. Штаб-квартира компании находится в Тайване и имеет более сто дистрибьюторов из Китая, Европы, Японии, Южной Кореи и Юго-Восточной Азии. TM Robot постоянно расширяется и имеет несколько филиалов в Шанхае, Китае, Пусане и несколько зарубежных офисов продаж, расположенных в Чаншу, Шэньчжэне и Чунцине.

## Виды современных коботов
Согласно международному стандарту ISO 10218 (часть 1-я и часть 2-я), есть четыре типа коллаборативных роботов.
1. С защитным механизмом остановки. Такой кобот работает преимущественно автономно, но человеку время от времени требуется зайти в его рабочее пространство. При приближении сотрудника срабатывает механизм, останавливающий кобота (основан на датчиках движения). Когда человек покидает пространство, работа продолжается.
2. С ручным управлением. Этот тип кобота используется для «ручного обучения» робота. Базовый механизм — промышленный робот малого размера; он дополнен специальными устройствами, распознающими давление руки. Когда робот не обучается, а выполняет свои прямые функции, человек должен находиться за границами его рабочей зоны.
3. Коботы, оснащенные системой «компьютерного зрения», которые отслеживают перемещения работников-людей. Как только человек попадает в рабочую зону робота, тот замедляется до безопасной скорости, а если работник подходит слишком близко — механизм останавливается.
4. Роботы с ограничением силы. Он может чувствовать сопротивление на своем пути и останавливается, если сопротивление сильное. Из соображений безопасности у него округлая форма и нет открытых двигателей. Может функционировать в непосредственной близости с человеком.

## Области применения и рынки
Ключевым регионом рынка коботов в 2016–2017 годах стала Западная Европа (Германия и Великобритания как ключевые потребители), на втором месте – рынок Азии, на третьем – Северной Америки. При этом на рынке Азии наблюдался самый значительный рост.
Основной сферой применения коботов остаётся автомобилестроение и производство электроники, а самыми популярными операциями являются погрузка/перемещение и сборка. Однако потенциальная область их применения значительно шире: все виды производств, офисная работа, социальная сфера.